# Ascensor sabático
Un ascensor sabático (también conocido como ascensor de Sabbat) es un ascensor especial para judíos ortodoxos, que no tiene botones porque pulsar botones significaría trabajar durante el sábado (Sabbat).

## El problema halájico
Durante el Sabbat, la tradición judía ortodoxa prohíbe actividades clasificadas como melajá (trabajo creativo), que incluyen encender o apagar dispositivos eléctricos. Pulsar el botón de un ascensor convencional podría considerarse una pecaminoso, ya que completa un circuito eléctrico y puede llevar indirectamente a "escribir" el nuevo número de piso en la pantalla.
En Israel, la Knéset aprobó una ley especial sobre ascensores de Shabat en 2001, que obliga a la planificación y construcción de todos los edificios residenciales y públicos con más de un ascensor a instalar un mecanismo de control para Sabbat en uno de los ascensores

## Soluciones ingenieriles
Se han implementado ascensores sabáticos de diferentes variantes:
- Modo parada obligatoria: El ascensor se programa para detenerse en todos los pisos automáticamente, sin intervención humana.
- Sensores halájicamente pasivos: Algunos modelos detectan la presencia de usuarios sin contacto físico, mediante sensores de movimiento o de peso.
- Botones con retraso: En ciertos diseños, pulsar un botón no activa el circuito de inmediato, sino después de un intervalo preestablecido.

Algunos ascensores incluyen interruptores para activar o desactivar el modo Sabbat, para que se pulsen una vez llegado el Sabbat. Lo malo es que tener que pulsar botones va exactamente en contra de toda la idea del ascensor Sabbat, por lo que muchos en su lugar se activan automáticamente o viene alguien a activarlo el viernes por la noche.

## Distribución geográfica
Estos ascensores son comunes en Israel (especialmente en Jerusalén, Bnei Brak y Tel Aviv) y Estados Unidos (en zonas como Brooklyn o Lakewood). Otros países con comunidades judías significativas, como Canadá, Australia, Ucrania, Argentina y Brasil. Se utilizan en edificios residenciales, hoteles, hospitales y sinagogas para acomodar a las poblaciones observantes.